# Porphyrinia amasina
Porphyrinia amasina là một loài bướm đêm trong họ Noctuidae.